# 주간고속도로 제65호선
주간고속도로 제65호선(영어: Interstate 65, I-65)은 미국 남동부 앨라배마주 모빌(Mobile)에서 중부 인디애나주 게리(Gary)를 잇는 총 연장 1427.97km의 남북축 고속도로이다. 종점인 게리는 시카고 근교의 도시로 90호선이나 94호선에 진입해 서쪽으로 가면 시카고에 도달할 수 있다.